# Macintosh Portable
Macintosh PortableはAppleによって設計、製造され、1989年9月から1991年10月まで販売されていたパーソナルコンピュータである。Macintoshシリーズとしては初めてバッテリー駆動に対応した。

## ハードウェア
筐体：Macintoshシリーズでは初めてトラックボールが純正採用された。テンキーとも交換可能なほか、キーボードと左右を入れ替えられる設計になっており、右利き・左利きに合わせて利用できる。底面の内側に、開発者たちのサインが浮き彫りになっている。
ディスプレイ：ホシデン製TFT液晶パネルが採用された。1991年2月には、バックライトを内蔵して低照度環境での視認性を向上した後期モデル（M5126）へと移行した。前期モデル（M5120）にも有償アップグレードがAppleにより提供されたが、その場合はディスプレイだけでなくROMカードの追加もしくは後期ロジックボードへの交換も同時に必要となる。
バッテリー：採用されている密閉型鉛蓄電池の特性により、完全に放電されると劣化して充電できなくなる。新しい電池のセルで再パックするか、別の6V電池を使用できる。フル充電されたバッテリーで6時間稼働が可能であったとされる。
スリープイメージ保持メモリ：低電力スリープモードを「即時オン」にするために高価なSRAMを使用していた。価格を引き下げた後期型M5126では、安価な代わり消費電力の多い擬似SRAM（RAMの総容量を9MBに増やす）に変更しバックライトを搭載したこともあり、バッテリ稼働時間が半減した。
SCSI：外部にDB-25端子を有するほか、純正内蔵ハードディスクConner CP-3045用に独自コネクタを備える。内蔵ハードディスクを一般的なものに交換するには、変換アダプターが必要となる。

## 構成
フロッピードライブ1台、フロッピードライブ2台、ハードディスク1台とフロッピードライブ1台、の3種類の内蔵ドライブ構成が用意されていた。採用されていたフロッピードライブはFDHD（1.44MB対応）である。

## 参照
1. 1 2  iPhoneのコスト構造と利益配分
2. ↑  MacRaisan 1997, p. 60-64.
3. ↑  "伊藤のホームページ　〜まりもの研究室〜"
4. ↑  電池内部に3セルの鉛蓄電池があった。それぞれがGates Energy Products（現EnerSys）によって製造され、撮影に使うフラッシュ用のQuantum 1バッテリパックにも使用されていた。
5. ↑  "Alternate Battery for Mac Portable"
6. ↑  MacRaisan 1997, p. 52.